# Scheinträchtigkeit
Als Scheinträchtigkeit – auch Lactatio sine graviditate, Pseudogravidität oder Lactatio falsa – wird eine hormonell bedingte Veränderung in der Milchdrüse weiblicher Tiere bezeichnet, die manchmal auch von Verhaltensänderungen begleitet ist. Scheinträchtigkeit tritt häufig bei Hunden und seltener bei Katzen auf.
Die Scheinträchtigkeit kann bei nicht trächtigen weiblichen Tieren einige Wochen nach der Läufigkeit am Ende des Metöstrus auftreten und äußert sich durch Hyperplasie der Milchdrüsen und Produktion von Milch (Laktation). Manchmal treten zusätzlich Verhaltensänderungen auf: Manche scheinträchtigen Hündinnen können sich benehmen, als ob sie Welpen geworfen hätten, bauen Nester, verschleppen Spielzeug und andere Objekte und behandeln diese wie Welpen.

## Ursache
Am Ende des Diöstrus kommt es zu einem Abfall der Progesteron-Konzentration sowie einer Zunahme der Konzentration von Prolaktin im Blut. Diese hormonelle Umstellung ist im Wesentlichen identisch mit der hormonellen Umstellung, die am Ende einer normalen Trächtigkeit auftritt. Die Milchproduktion selbst wird primär durch Prolaktin verursacht.
Zur Prophylaxe wird empfohlen, Hunde nicht im Diöstrus oder während einer Scheinträchtigkeit zu kastrieren. Der rapide Abfall der Progesteronkonzentration nach einem solchen Eingriff führt zu einem Anstieg des Prolaktinspiegels und damit zur Auslösen einer Scheinträchtigkeit, die schlimmstenfalls persistieren kann.

## Behandlung
Eine Behandlung wird im Allgemeinen nicht empfohlen, da die Symptome einer Scheinträchtigkeit normalerweise innerhalb von ein bis drei Wochen spontan verschwinden. Ist die Milchproduktion unerwünscht, kann auch mit Cabergolin therapiert werden. Hündinnen mit signifikanten Verhaltensänderungen kann zusätzlich auch Diazepam verabreicht werden. Östrogene und Androgene sind gelegentlich als Behandlung beschrieben worden, allerdings mit potentiell gefährlichen Nebenwirkungen behaftet.
Fühlen sich die Besitzer durch wiederholtes Auftreten einer Scheinträchtigkeit gestört, so sollte eine Kastration in Betracht gezogen werden.

## Evolutionäre Aspekte
Bei den Vorfahren der Hunde, den Wölfen, hat die Scheinträchtigkeit einen physiologischen Hintergrund: Wölfe leben im Rudel in einer Familienstruktur. Wenn die Wölfin Nachwuchs bekommt (Wölfe sind monogam), werden die älteren, schon pubertierenden weiblichen Geschwister scheinträchtig und übernehmen eine Art Ammenfunktion. Zur Erhöhung der Überlebenswahrscheinlichkeit ist es sinnvoll, dass die Welpen von  der gesamten Familie versorgt werden.  Soziobiologisch nennt man solche Systeme „Helfer-am-Nest“-Systeme: Individuen erhöhen ihre indirekte Fitness, indem sie bei der Aufzucht der Jungen verwandter Individuen helfen. Aus diesem Grund müssen sie zur Milchbildung fähig sein, ohne tatsächlich geworfen zu haben.